# Elias Bethke
Elias Bethke (* 21. März 2003 in Nauen) ist ein deutscher Fußballspieler. Der Torwart wurde überwiegend in der Jugend von Energie Cottbus ausgebildet und spielt seit 2022 für die Profimannschaft, welche sich derzeit in der 3. Liga befindet.

## Karriere
Bethke begann seine Karriere in der Jugend des SV Grün-Weiss Brieselang. Im Sommer 2016 wechselte Bethke in die Jugend des FC Energie Cottbus. Bei Cottbus durchlief Bethke sämtliche Jugendstationen und absolvierte 17 Spiele in der B-Junioren-Bundesliga, 16 Spiele in der A-Junioren-Bundesliga sowie 1 Spiel im DFB-Pokal der Junioren.
Am 14. April 2022 absolvierte Bethke sein Profidebüt in der Regionalliga Nordost bei einem 5:0-Sieg gegen Tasmania Berlin, wobei er für zwei Spiele Toni Stahl vertrat. Der damals 18-Jährige hatte bereits zuvor regelmäßig mit den Profis trainiert. Aufgrund einer Knieverletzung von Alexander Sebald spielte Bethke bereits in der Saison 22/23 als Stammtorhüter von Energie Cottbus. Seinen Status als Stammtorwart behielt Bethke auch nach Cottbus’ Aufstieg in die 3. Liga bei.

## Erfolge

### Energie Cottbus
- Meister Regionalliga Nordost (2): 2022/23;2023/24
- Sieger Landespokal Brandenburg (3): 2021/22;2022/23;2023/24